# El Europeo
El Europeo fue una revista aparecida en Barcelona entre los años 1823 y 1824, importante por ser uno de los elementos introductores del Romanticismo en España.
Sus editores fueron los emigrados liberales italianos Fiorenzo Galli y Luigi Monteggia, los catalanes Buenaventura Carlos Aribau y Ramón López Soler y el inglés de origen alemán Carlos Ernest Cook. En 2009 fue publicada una edición facsímil por parte de la hispanista Paula A. Sprague, El Europeo (Barcelona 1823-1824). Prensa, modernidad y universalismo (Madrid/Frankfurt: Iberoamericana/Vervuert, 2009).